# Макарий Великий
Мака́рий Вели́кий (Макарий Еги́петский; др.-греч. Ὅσιος Μακάριος ὁ Αἰγύπτιος, ок. 300, Птинапор — 391) — христианский святой, отшельник, почитаемый в лике преподобного, автор духовных бесед, а также ряда молитв (некоторые из которых входят в принятые в русской православной традиции последования утренних и вечерних молитв).
Память совершается в Православной церкви 19 января (1 февраля) — шестеричным богослужением, в Католической церкви — 15 января.

## Жизнеописание
Макарий родился около 300 года в Нижнем Египте в селении Птинапор. В раннем возрасте по желанию родителей вступил в брак, но рано овдовел. После смерти жены Макарий углубился в изучение Священного писания. Похоронив родителей, Макарий удалился в ближайшую к селению пустыню и стал послушником при проживавшем там старце-отшельнике. Проезжавший через Птинапор местный епископ рукоположил Макария в одного из младших клириков местной церкви, однако Макарий, тяготившийся полученным саном, оставил селение и удалился в полном одиночестве в пустыню.
Прожив несколько лет в одиночестве в Фаранской пустыне, Макарий пошёл к Антонию Великому и стал его учеником, прожив долгое время в основанном им монастыре в Фивадской пустыне. По совету Антония Макарий удалился в Скитскую пустыню. По словам Димитрия Ростовского, в ней Макарий

так просиял подвигами и столь преуспел в иноческой жизни, что превосходил многих братий и получил от них название «юноша-старец», так как, несмотря на молодость свою, обнаружил вполне старческую жизнь.

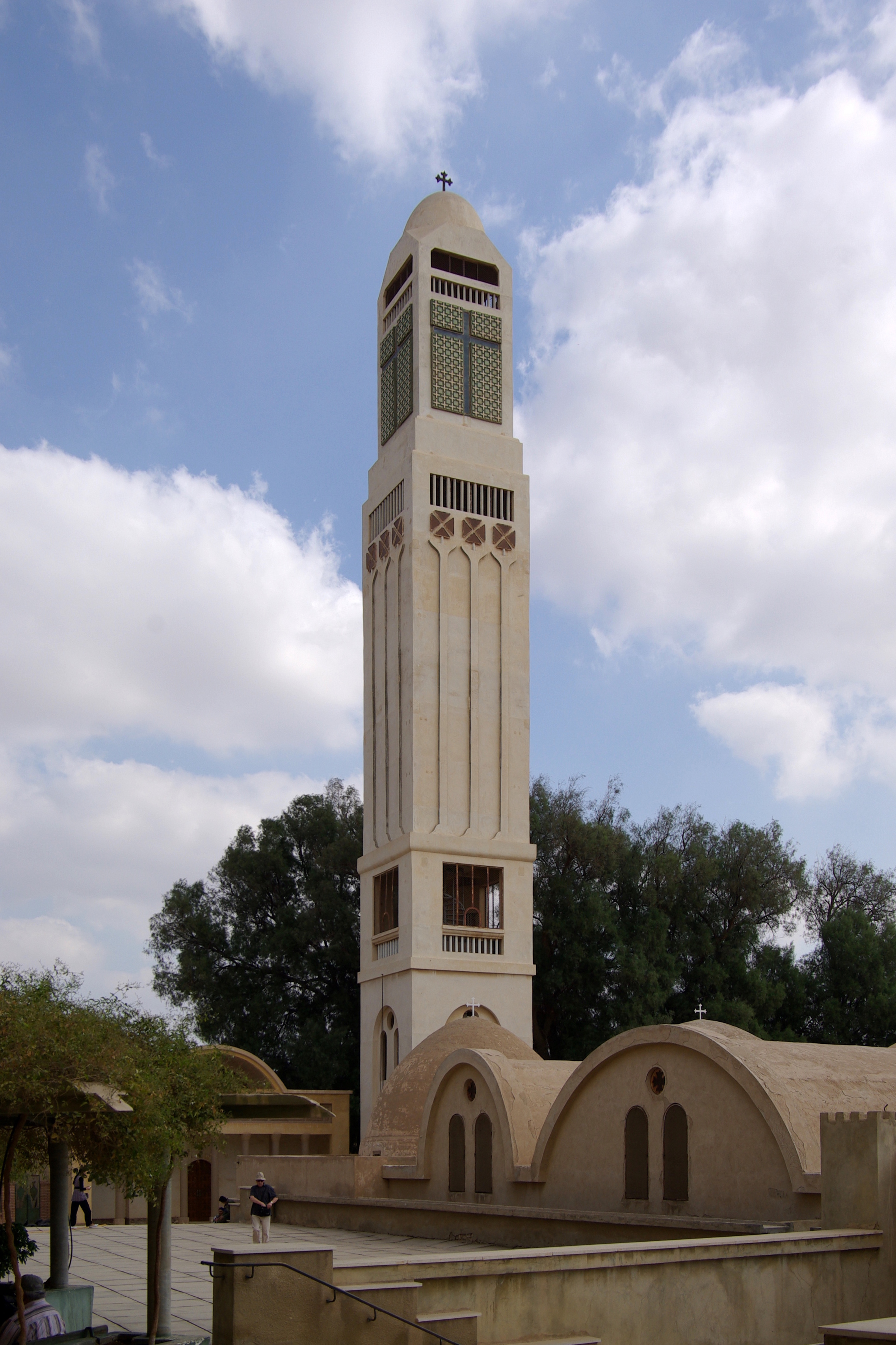
Кафоликон монастыря Макария Великого (Египет)

В 40 лет Макарий был рукоположён в сан священника и поставлен настоятелем иноков, живших в Скитской пустыне. В этом же возрасте, согласно церковному преданию, он получил дар чудотворения и прославился многими чудесами, включая воскрешение умерших. Так, по преданию, святой воскресил мёртвого, чтобы убедить еретика, отрицающего возможность воскрешения. Из более поздних свидетельств о жизни Макария известно, что он мог так взывать к умершим, что те могли говорить вслух. Известен случай, когда мёртвый свидетельствовал для оправдания невиновного, другой умерший рассказал, где спрятаны вещи, что избавило его семью от рабства. Около 360 года Макарий основал в Нитрийской пустыне монастырь, получивший впоследствии название монастырь Макария Великого.
Макарий Великий вместе с Макарием Александрийским пострадал в период правления императора-арианина Валента. Их сослали на пустынный остров, населённый язычниками, но, согласно преданию, через исцеление дочери жреца Макарий обратил жителей острова в христианство. После того как об этом стало известно арианскому епископу, отправившему Макария в ссылку, он разрешил обоим старцам вернуться в свои пустыни.
Скончался Макарий в 391 году в основанном им монастыре. Чудеса и видения Макария были описаны пресвитером Руфином, а житие составил преподобный Серапион, епископ Тмуитский. Мощи Макария Великого находятся в Амальфи в Италии и в монастыре Макария Великого.

## Литературное наследие

### Полный корпус приписываемых сочинений
Богословское наследие Макария Великого составляют пятьдесят слов (бесед), семь наставлений и два послания. Сочинения преподобного Макария включены в 34-й том Patrologia Graeca.

### «Послание к чадам своим», оно же «Послание к чадам Божиим»
Этот небольшой аскетический трактат, состоящий из 17 глав, некоторыми западными учеными признаётся единственным подлинным произведением Макария. Перевод на латинский язык был осуществлен уже в начале V в., в дальнейшем оно пользовалось большим авторитетом у подвижников латинского Запада. Греческий текст был открыт и опубликован только во второй половине XX века. 

### Сочинения Макария в русских переводах XIX—XX веков
По словам Алексея Сидорова, «публикуемые в старых изданиях (и русском переводе в приложении к „Духовным беседам“) семь „Слов“ преподобного Макария — это переработанные в позднее время парафразы и извлечения из его творений, которые не могут в этом своём виде признаваться подлинными. „Послание“, входящее в старые издания, — испорченная и сокращённая редакция подлинного „Великого Послания“».

### Тематика сочинений Макария
Основной темой сочинений Макария является духовная жизнь христианина в форме аскетического уединения. В ряде своих сочинений Макарий аллегорически толкует Библию (например, Беседа о видении Иезекииля). Затрагивал он и вопрос о свободе воли.